# تيوتيلو
تيوتيلو (توفي في 915) كان راهب من الفرنجة في كنيسة سانت جول. كان مؤلف موسيقي وأيضا شاعر وموسيقي ورسام ونحات.

## حياته
تيوتيلو راهب من كنيسة سانت جالين (في سويسرا حاليًا) ينسب له اختراع trope (قسم يضاف للترتيل البسيط). نوتكير ذا ستاميرير معروف لاتصاله بهذا النوع من الموسيقى، وهو ترتيل ظهر للقسم الأخير من الترتيل البسيط.
1. ↑  "Tuotilo / monk of Saint Gall / Britannica" (بالإنجليزية). Archived from the original on 2022-06-30. Retrieved 2022-09-04.